# Zhang Kexin (ski freestyle)
Zhang Kexin (chinois : 张可欣), née le 5 juin 2002 est une skieuse acrobatique chinoise. Elle a participé au half-pipe féminin aux Jeux olympiques d'hiver de 2018 et s'est classée neuvième. Elle a participé au half-pipe féminin aux Jeux olympiques d'hiver de 2022, se classant septième.

## Palmarès

### Coupe du monde
- 9 podiums dont 4 victoires.

| Saison / Épreuve | Half-pipe        | Total |
| ---------------- | ---------------- | ----- |
| 2017-2018        | Secret Garden    | 1     |
| 2018-2019        | Secret Garden    | 1     |
| 2019-2020        | Cardrona         | 1     |
| 2022-2023        | Mammoth Mountain | 1     |